# Željko Reiner
Željko Reiner (ur. 28 maja 1953 w Zagrzebiu) – chorwacki polityk, lekarz i nauczyciel akademicki, w latach 1998–2000 minister zdrowia, poseł do Zgromadzenia Chorwackiego, a od 2015 do 2016 jego przewodniczący.

## Życiorys
W 1976 ukończył studia medyczne na Uniwersytecie w Zagrzebiu. Na tej samej uczelni uzyskał w 1978 magisterium, a w 1982 doktorat. Specjalizował się w zakresie chorób wewnętrznych. Kształcił się także w Hamburgu i Oklahoma City. Zawodowo związany z Uniwersytetem w Zagrzebiu, od 1988 na stanowisku profesorskim. W 2009 objął również profesurę na Uniwersytecie w Rijece. Od 1986 do 1995 był ordynatorem kliniki w stołecznym szpitalu uniwersyteckim. Później do 2003 kierował oddziałem chorób wewnętrznych, ponownie objął to stanowisko w 2011. W latach 2000–2006 stał na czele departamentu chorób wewnętrznych w ramach szkoły medycyny macierzystej uczelni. Od 1996 członek stowarzyszony, a od 2006 członek rzeczywisty (akademik) Chorwackiej Akademii Nauki i Sztuki. Od 1990 członek Chorwackiej Akademii Nauk Medycznych. Powoływany w skład rad redakcyjnych krajowych i zagranicznych czasopism medycznych. Od 1995 do 1998 zasiadał we władzach Światowej Organizacji Zdrowia.
Od 1991 ochotnik w czasie wojny w Chorwacji, był w kierownictwie służb medycznych, przeniesiony do rezerwy w stopniu pułkownika. Od 1993 do 1998 był wiceministrem zdrowia, następnie do 2000 sprawował urząd ministra zdrowia w rządzie Zlatka Matešy. W 2010 objął kierownictwo narodowej rady zdrowia.
Zaangażowany w działalność partyjną w ramach Chorwackiej Wspólnoty Demokratycznej. W wyborach w 2011 uzyskał z ramienia HDZ mandat poselski. W 2012 został wiceprzewodniczącym Zgromadzenia Chorwackiego. W 2015 z powodzeniem ubiegał się o poselską reelekcję.
28 grudnia 2015 został wybrany na przewodniczącego chorwackiego parlamentu VIII kadencji, zastępując na tej funkcji Josipa Leko. W przedterminowych wyborach w 2016 z powodzeniem ubiegał się o poselską reelekcję. W nowej kadencji parlamentu na funkcji przewodniczącego zastąpił go Božo Petrov, Željko Reiner został wybrany na wiceprzewodniczącego. Również w 2020 i 2024 utrzymywał mandat poselski na kolejne kadencje, ponownie obejmując w nich funkcję wiceprzewodniczącego parlamentu.

## Odznaczenia
- Komandor Orderu Gwiazdy Włoch (Włochy, 2018)[9]
- Krzyż Wielki Orderu Zasługi (Rumunia, 2022)[10]
- Krzyż Oficerski Orderu „Za Zasługi dla Litwy” (Litwa, 2023)[11]